# Euonymus lucidus
Euonymus pendulus là một loài thực vật có hoa trong họ Dây gối. Loài này được D.Don mô tả khoa học đầu tiên năm 1825.